# Westbury (Tasmania)
Westbury – miasto w Australii, na Tasmanii.